# Basil Bunting
Basil Cheesman Bunting (Northumberland, 1 de marzo de 1900 - Hexham, 17 de abril de 1985) fue un poeta y escritor británico, incluido en la nómina del modernismo anglo-estadounidense de principios del siglo XX y único poeta inglés en participar del grupo de poetas objetivistas. Autor de una obra reducida, es el poeta inglés de su generación más conocido en Estados Unidos.

## Biografía
Busil Bunting fue amigo de Ezra Pound en Rapallo, Italia. Posteriormente, Bunting se hizo marinero. Animado por Pound, publicó sus primeros poemas y conoció a otro protegido del principal nombre del modernismo en lengua inglesa, el poeta norteamericano Louis Zukofsky, principal teórico del objetivismo.
En el transcurso de la Segunda Guerra Mundial, Bunting fue enviado a Persia a las órdenes de la RAF, país que llegó a fascinarlo y donde conoció a su segunda esposa.
Por vivir lejos de los medios literarios de su país, fue reconocido tardíamente, pero con cierta fama en Inglaterra. Tal proyección solamente se dio con su libro ”Briggflatts”, donde explora el lenguaje y la cultura de su tierra natal.
Ezra Pound dedicó su Guide to Kulchur, de 1938, considerado por algunos como un libro fundamental para reflexión y como  propuesta avaliativa de la poesía a Bunting y a Louis Zukofsky. Según Pound, Bunting habría sido el descubridor de una especie de genoma de toda la poesía, al encontrar en un diccionario la ecuación dichten=condensar.

## Poética
Siendo autor de una obra reducida, la obra completa de Basil Bunting no llega a las 300 páginas.
La necesidad de dejar la casa en función de la guerra y de volver para su esposa es uno de los temas obsesivos de Bunting.
Formalmente, se preocupó con aspectos sonoros de la poesía, usando la fragmentación sintática de la oralidade, como Pound y Jules Laforgue en poemas como ”Briggflatts”, clasificado como lo 76.º mejor poema del mundo el siglo XX por la Hoja de S.paulo[carece , poema autobiográfico en que buscó explorar los aspectos lingüísticos y antropológicos de su región natal. Debido a esta preocupación con los aspectos sonoros y con el lenguaje hablado real, Basil Bunting sugirió que el poeta componga en voz alta. De esta forma, escribió el poeta que "muchas de las concepciones erróneas de poesía surgieron con el hábito de la lectura silenciosa" .
Anteriormente, en su First Book of Odes, de 1929, practicó una poesía concisa y clásica a la manera de Horacio .

## Traducciones al español
1. Briggflatts y otros poemas (Aurelio Major tr.). Lumen, Barcelona, 2004. ISBN 84-264-1432-X
2. Briggflatts (Emiliano Fernández y Faustino Álvarez tr.). Impronta, Gijón, 2021. ISBN 978-84-123719-5-6

- Datos: Q2886803